# Dun

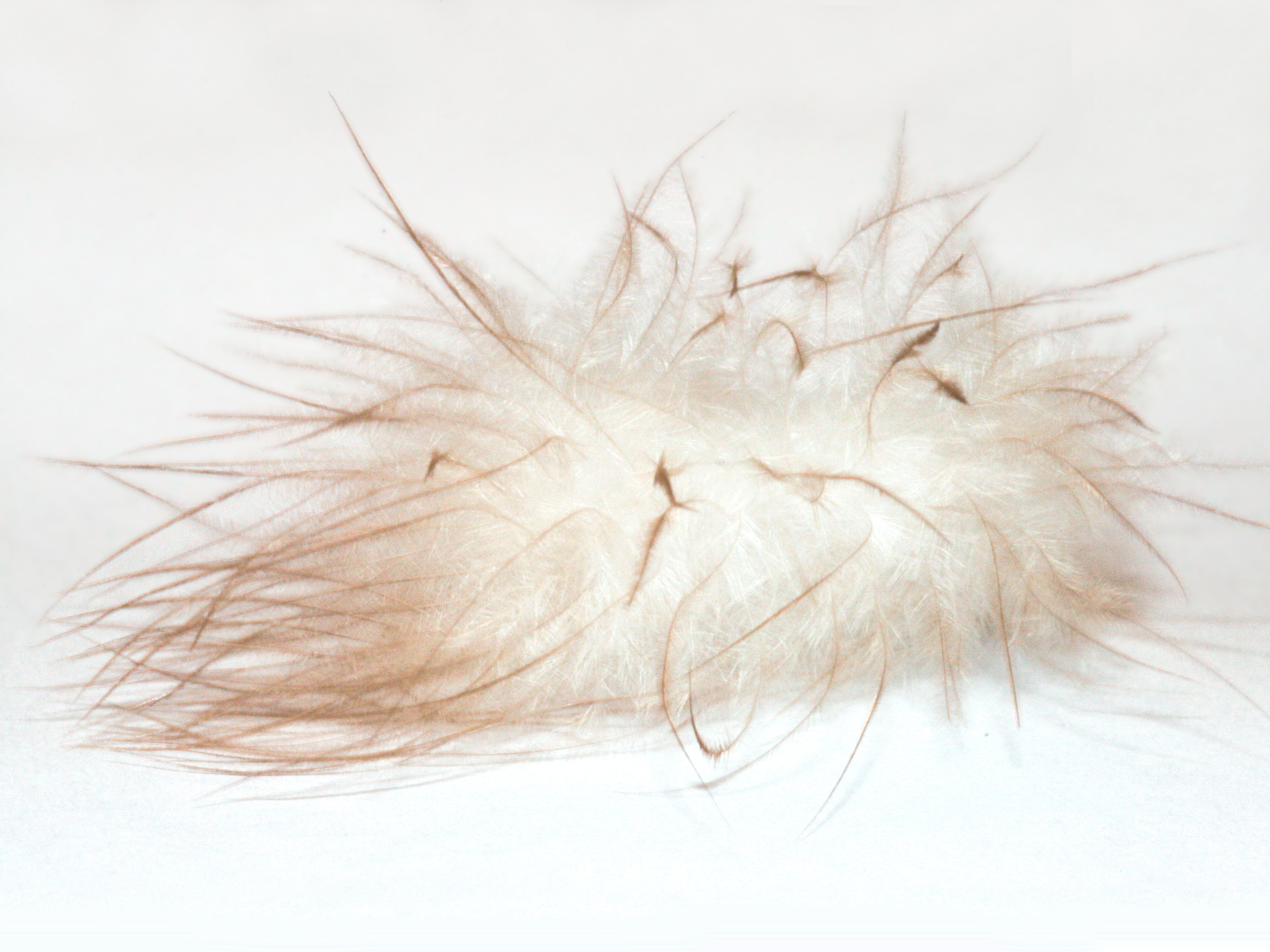
Dun

Dun är en typ av fjädervävnad på fåglars hud. Dun har en mycket liten vingpenna och saknar eller har vek spole. Den saknar också hakarna på bistrålarna och är därför yviga och luftiga. Dun sitter på i stort sett hela fågelns kropp. 
De första fjädrarna som växer ut på fågeln är dun. Detta dun skiljer sig i viss mån i strukturen från de dun som vuxna fåglar har men tjänar samma syfte. På vissa arter omvandlas dunet till ett slags vitt mjöligt puder som täcker fjäderdräkten. Speciellt ugglor har mycket sådant puder. Vissa arter som exempelvis hägrar har ett speciellt puderdun som hela tiden nybildas och som finns på bröstet, sidorna och stjärten.

## Dun som produkt
Dun används industriellt för värmeisolerande textilier och plagg till exempel täcken, kuddar, sovsäckar, västar, jackor och vantar. 
Människor har i århundraden över hela världen använt dun för värmeisolering. Ryska dokument från 1600-talet anger fågeldun bland de varor som sålts till holländska köpmän, och samhällen i norra Norge började skydda ejderbon så tidigt som 1890.[källa behövs]
Dun från ejderhona saluförs som det finaste dunet. Det har stor värmeisolerande förmåga och är mycket lätt. När man utvinner dun från ejder tas det ifrån boet under häckningen. Det klassiska sättet är att samtidigt ta 3–4 ägg, för om honan är i god kondition lägger hon då nya ägg och fyller återigen redet med dun.[källa behövs] Genom upprepad beskattning på detta sätt kan ett rede ge 75 – 200 gram orensat dun,[källa behövs] som efter rensning ger en fjärdedel rent dun. Ejderdun skattas fortfarande av människor på Island, i Skandinavien och i Sibirien. Island stod 2009 för cirka 70 procent av den totala försäljningen av ejderdun på världsmarknaden, vilket i sin tur utgjorde cirka tre ton om året.